# Roosje Vos
Roosje Vos (Amsterdam, 15 augustus 1860 - Groningen, 22 juli 1932) was een Nederlands socialiste en vakbondsleidster.

## Biografie
Roosje Vos was het vijfde kind in het Joodse gezin van Jacob Marcus Vos (1822-1866), schoenmaker, en Schoontje Jacob Fransman (1819-1895). Ze was het zusje van Sara Vos, de bekende schrijfster van boeken over het joodse huishouden. Haar vader overleed toen zij zes jaar oud was. Vanaf haar veertiende werd zij opgevoed in het Nederlands Israëlitisch Meisjesweeshuis aan de Rapenburgerstraat, waar zij werd opgeleid als naaister, het beroep dat zij later uitoefende.  

## Naaistersbond Allen Eén
Werken als thuisnaaister betekende dat ze twaalf uur lange dagen maakte en weinig verdiende (gemiddeld ƒ3,- per week). Vanuit het idee dat zij en haar vakgenoten het moeilijk hadden, wilde ze een samenwerking tussen de naaisters op gang brengen. Ze stichtte de groep "samenwerkende linnennaaisters". Deze groep had weinig succes. Tijdens een bijeenkomst in 1897 van de Vrije Vrouwenbeweging 'alleen voor vrouwen en meisjes die den naald hanteren', stelde Wilhelmina Drucker voor om een eigen vakvereniging voor vrouwen en een commissie van advies in te stellen. Vos was een van de drie vrouwen die zich meldden. De oprichtingsvergadering van de Naaistersbond Allen Eén vond plaats op 30 maart 1897 en Vos werd uiteindelijk voorzitter. Als voorzitter van de vakvereniging wilde ze aantonen dat vrouwen op hun eigen benen konden staan.    
Op 10 oktober verscheen het eerste nummer van het eigen blad van de vakbond: De Naaistersbode. Vos schreef artikelen in het blad onder het pseudoniem Ervé. Daarnaast schreef ze het toneelstuk De naaister van het verleden, het heden en de toekomst. Vanwege het uitvoeren van vakbondsactiviteiten, wat weinig werd geaccepteerd, werd ze meerdere malen ontslagen en kwam ze moeilijk aan een baan.    

## Politiek actief
Vanaf 1900 werd Vos landelijk politiek actief. Op het partijcongres van de SDAP in 1901 pleitte ze voor de achturige werkdag (in plaats van tien) en het vrouwenkiesrecht.  
In 1903 trouwde Vos met de onderwijzer Melle Gerbens Stel (1860-1927) en samen verhuisden ze naar Westeremden in Groningen. Daar werd zij vooral actief in de SDAP, die haar aanhang vooral onder landarbeiders had. In 1909 ging zij met de radicale socialisten over naar de SDP en later naar de CPH. Van 1919 tot 1927 was ze voor deze partij lid van de Provinciale Staten van Groningen.